# Christopher Davies
Christopher Davies (* 29. Juni 1946) ist ein ehemaliger britischer Segler.

## Erfolge
Christopher Davies nahm an den Olympischen Spielen 1972, deren Segelregatten in Kiel ausgetragen wurden, in der Bootsklasse Flying Dutchman teil. Gemeinsam mit Rodney Pattison belegte er den ersten Platz vor Marc und Yves Pajot aus Frankreich sowie den Deutschen Ullrich Libor und Peter Naumann. Sie gewannen vier ihrer insgesamt sieben Wettfahrten und wurden mit einer Gesamtpunktzahl von 22,7 Punkten mit größerem Vorsprung Olympiasieger.